# 亨利·拉米瑞茲
亨利·拉米瑞茲（Hanley Ramírez，1983年12月23日—），出生於多明尼加，Samana，是一名美國職棒大聯盟選手，之前為波士頓紅襪一壘手、指定打擊。他是2006年的國家聯盟年度最佳新人。

## 小聯盟
亨利最初是被球探Levy Ochoa與Julian Camilo所發掘，他被認為是波士頓紅襪隊農場系統中的頂級新秀。2005年，他與 Aníbal Sánchez 被交易至佛羅里達馬林魚，換來賈許·貝基特與麥克·洛威爾。

## 大聯盟

### 2006年球季：年度最佳新人
2006春訓，由於亨利的優異表現，讓他成為馬林魚的先發游擊手。這一年的亨利在打擊率（.292）、安打（185）、得分（119）、三壘安打（11）以及盜壘（51）都領先全大聯盟新秀。他擊出7隻首打席全壘打也是馬林魚隊史紀錄。
他在2006年所擊出的46支二壘安打是國家聯盟在年齡小於22歲的游擊手中最多的記錄。 他是國家聯盟第一個同時有超過110次得分與超過50次盜壘的新人，也成為自1900年以後大聯盟第五位，在同個球季中擊出45次以上安打及超過50次盜壘的選手。

### 2007年球季：持續進步
2007年，這位不斷進步的年輕新星，在明星賽前的成績是.331打擊率，14發全壘打，35分打點以及27盜壘。雖然成績出色，但他並未入選2007年的明星賽，明星賽先發游擊手是紐約大都會的荷西·雷邵斯，替補是密爾瓦基釀酒人的J·J·哈迪。
馬林魚總教練 Fredi Gonzalez 在球隊因傷勢所苦的時候，將亨利拉到打線第三棒，排在明星選手米格爾·卡布瑞拉之前。Gonzalez 認為亨利有每年30發以上全壘打的潛力，能夠擔任球隊的中心打線。
在2007年7月22日，面對辛辛那提紅人的比賽，亨利不慎拉傷了左肩，而他之前就有左肩的病史。2006年球季，他因肩傷而錯過了五場比賽。2006年12月，當他參加在多明尼加的冬季聯盟時就已感覺肩膀不太舒服。
2007年他共出賽了154場，打擊率.332，29支全壘打，81分打點，125次得分與51次盜壘。他只差一支全壘打，就能成為大聯盟史上第三位在同一季中超過30支全壘打、50次以上盜壘的球員。他是當年國家聯盟的 VORP 領先者。他也進入了國聯最有價值球員票選的前十名。
球季結束後，亨利動了左肩關節鏡手術。

### 2008年球季：新合約
2008年球季，在馬林魚送走米格爾·卡布瑞拉與唐崔利·威利斯後，拉米瑞茲成為球隊新一代的看板人物。拉米瑞茲開季的表現出色，讓他首次入選了明星賽，擔任國聯先發游擊手。
另外，他答應了球隊所提出，六年七千萬美金的合約，成為目前馬林魚史上最大的合約。 大聯盟官方網站報導指出，亨利在2009年到2011年將獲得2350萬，2012年是1500萬，2013年是1550萬，與2014年的1600萬。而且，合約中附有「不可交易條款」。
亨利在6月成為了國聯單月最佳球員，他在6月的成績是打擊率.298，6支二壘安打，1支三壘安打與10發全壘打。依照這速度，他可能會繼2006年的阿方索·索利安諾後，成為40-40俱樂部的一員。
7月，他第一次入選明星賽，在球迷票選下成為國聯先發游擊手。他3個打數有2支安打，並跑回1分。
9月13日，他打出本季第30支全壘打，成為30-30俱樂部的一員。
2008年球季結束後，拉米瑞茲在國聯最有價值球員票選中排名第11位，次於Aramis Ramirez、卡洛斯·戴加多、布莱德·李吉、大衛·萊特、C.C.薩巴西亞、Lance Berkman、曼尼·拉米瑞茲、莱恩·布劳恩、萊恩·霍華德和亞伯特·普荷斯。

## 個人生活
亨利·拉米瑞茲目前有個兒子，2004年11月15日出生的亨利·小拉米瑞茲。2007年9月12日，他妻子伊莉莎白生下了第二個兒子 Hansel。

## 數據統計
| 年度  | 年齡  | 隊伍   | 聯盟  | 出賽 | 打數 | 得分 | 安打 | 二壘安打 | 三壘安打 | 全壘打 | 打點 | 盜壘 | 盜壘失敗 | 保送 | 三振 | 打擊率 | 上壘率 | 長打率 | OPS+ | 壘打數 | 犧牲觸擊 | 高飛犧牲打 | 故意四壞 | 觸身球 | 雙殺打 |
| ----- | ----- | ------ | ----- | ---- | ---- | ---- | ---- | -------- | -------- | ------ | ---- | ---- | -------- | ---- | ---- | ------ | ------ | ------ | ---- | ------ | -------- | ---------- | -------- | ------ | ------ |
| 2005  | 21    | 紅襪   | AL    | 2    | 2    | 0    | 0    | 0        | 0        | 0      | 0    | 0    | 0        | 0    | 2    | .000   | .000   | .000   | .000 | 0      | 0        | 0          | 0        | 0      | 0      |
| 2006  | 22    | 馬林魚 | NL    | 158  | 633  | 119  | 185  | 46       | 11       | 17     | 59   | 51   | 15       | 56   | 128  | .292   | .353   | .480   | 116  | 304    | 5        | 2          | 0        | 4      | 7      |
| 2007  | 23    | 馬林魚 | NL    | 154  | 639  | 125  | 212  | 48       | 6        | 29     | 81   | 51   | 14       | 52   | 95   | .332   | .386   | .562   | 145  | 359    | 4        | 4          | 3        | 7      | 10     |
| 2008  | 24    | 馬林魚 | NL    | 153  | 589  | 125  | 177  | 34       | 4        | 33     | 67   | 35   | 12       | 122  | 115  | .301   | .400   | .540   | 143  | 290    | 0        | 4          | 8        | 8      | 5      |
| 生涯: | 生涯: | 生涯:  | 生涯: | 467  | 1863 | 369  | 574  | 128      | 21       | 79     | 207  | 137  | 41       | 200  | 347  | .308   | .379   | .527   | 135  | 981    | 9        | 10         | 12       | 19     | 22     |

數據統計至2008年球季結束。

## 外部連結
- 亨利·拉米瑞茲官方網站 （页面存档备份，存于）
- 球員資訊和成績在MLB，ESPN，Baseball-Reference，Fangraphs，The Baseball Cube（英文）
- SoxProspects.com個人檔案 （页面存档备份，存于）
- Red Sox Nation專訪 （页面存档备份，存于）
- 亨利·拉米瑞茲：在Fish@Bat Florida Marlins Wiki的個人檔案
- 亨利·拉米瑞茲統計紀錄
- 亨利·拉米瑞茲在2006年洋基球場的照片

| 前任： 萊恩·霍華德 | 國家聯盟年度最佳新人 2006年    | 繼任： 莱恩·布劳恩 |
| 前任： 蘭斯·柏克曼 | 國家聯盟當月最佳球員 2008年6月 | 繼任： 莱恩·布劳恩 |